# Pojkår
Pojkår (Boyhood) är en delvis självbiografisk roman av den sydafrikanska författaren J. M. Coetzee från 1997. Den översattes till svenska 2001 och gavs ut på Brombergs i översättning av Thomas Preis.
Romanen behandlar Coetzees uppväxt i Worcester en bit utanför Kapstaden, hans fogliga sätt i skolan kontra hans tyranni hemma, hans kärlek och förakt gentemot sin moder och sin brist på respekt inför sin fader - samt uppväxten i ett Sydafrika under apartheid med klass- och rasskillnader och utpräglad religiositet.
| ”        | Hans mor står vid diskbänken, i det dunklaste hörnet av köket. Hon står med ryggen mot honom och armarna fläckade av lödder och skurar en gryta utan någon brådska. Själv strövar han omkring och pratar om något, han vet inte vad, pratar med sin vanliga häftighet och klagar. Hon vänder sig från sitt arbete, blicken glider hastigt över honom. De är en behärskad blick, utan någon ömhet. För första gången ser hon honom sådan han alltid har varit och som hon alltid har vetat att han är, när hon inte är uppslukad av illusioner. Hon ser honom, konstaterar hurdan han är och blir inte nöjd. Han tråkar rentav ut henne. | „ |
| – Pojkår | |   |